# Paralacydes salmonea
Paralacydes salmonea là một loài bướm đêm thuộc phân họ Arctiinae, họ Erebidae.